# ビリアミ・ロロヘア
ビリアミ・ロロヘア（Viliami Lolohea、1993年7月4日 - ）は、ニュージーランド・オークランド出身のラグビーユニオン選手。

## プロフィール
- ポジションはウィング(WTB)。
- トンガ代表キャップは12。（2020年1月現在）
- 身長 181cm、体重 93kg

## 略歴
タスマンを経て、2016年、スーパーラグビーサンウルブズに加入。
2018年6月9日に行われたジョージア代表戦にて途中出場でトンガ代表初キャップを獲得した。
2019年、ラグビーワールドカップ2019のトンガ代表に選出された。